# Iglesia de San Pantaleón (Cuenca)
La iglesia de San Pantaleón fue un templo católico de la ciudad española de Cuenca. Sus ruinas tienen el estatus de Bien de Interés Cultural.

## Descripción
Las ruinas se ubican en el número 10 de la calle de San Pedro de la ciudad de Cuenca, en Castilla-La Mancha.
En origen se trataba de una pequeña iglesia de nave única, cubierta con tejado a dos aguas, fachada principal reforzada con contrafuertes y arco abocinado de entrada. La nave habría tenido dos tramos cubiertos con bóvedas nervadas o por artesonado y su ábside rectangular se cerraría con bóveda de cañón apuntado tras un arco triunfal.
La iglesia tenía una planta sensiblemente rectangular, cuyas medidas, tomadas en el interior de la nave, serían de 19,8 m de largo, 5,43 m de ancho en la cabecera y 6,20 m en los pies del templo. De una sola nave, su ábside es plano y es de fábrica de mampostería, con una pequeña y sencilla ventana, románica, abocinada, situada en la parte más alta del testero. En uno de sus laterales se puede observar el arranque de la bóveda de medio cañón que cubría el presbiterio. En esta zona se observa bien la técnica constructiva, típicamente bizantina, de mortero aligerado con grandes trozos de cerámica. En una serie de trabajos de limpieza en el siglo XX se puso de manifiesto la ubicación de varias sepulturas, situadas en la roca del presbiterio.
De la pequeña nave central solo quedan unas pilastras cuadradas, sobre las que se apoyan los estribos de dos arcos de medio punto. Es posible que esta arquería se hiciera mucho más tarde, para comunicar la nave central con otra más estrecha que ocuparía el actual callejón entre las calles de Ronda y San Pedro. Entre estas dos pilastras, y a modo de cerramiento, se colocaron unas rejas que permitían una visión completa del interior del recinto.
De la fachada principal solo queda su arco de entrada del siglo XII, ojival y abocinado, del que restan el arranque de sus arquivoltas. Uno de los capiteles de sus jambas presenta una clara simbología templaria. Se trata de la representación de un jinete alanceando un dragón, alusión al neófito en el momento de su iniciación por medio de la cábal, sobre una cabeza invertida de cuya boca brotan unas cuerdas o enredaderas.
En trabajos de restauración y limpieza se encontraron algunos sillares con representaciones figuradas, tales como una clave de bóveda con el cordero místico, y en una ménsula una tosca calavera tocada de un yelmo de amplias alas.

## Estatus patrimonial
El edificio fue declarado Bien de Interés Cultural, en la categoría de monumento, el 19 de febrero de 1992, mediante un decreto publicado el día 4 de marzo de ese mismo año en el Diario Oficial de Castilla-La Mancha (DOCM).